# Оксид индия-олова
Оксид индия-олова (англ. Indium tin oxide или сокращённо ITO) — полупроводниковый материал, прозрачен для видимого света благодаря большой ширине запрещённой зоны (около 4 eV), но способен отражать ИК излучение. Твёрдый раствор оксидов индия (III) и олова (IV) типично содержит 90 % первого и 10 % второго.

## Свойства
Является полупроводником n-типа с проводимостью, сравнимой с металлической, где ионы олова служат донорами электронов. В тонких слоях порядка 200 нм, нанесенный на стекло при температуре около 400 °С демонстрирует высокую прозрачность и имеет поверхностное сопротивление около 6 Ом/□.

## Области применения
Благодаря сочетанию высокой прозрачности и проводимости, материал используется в производстве прозрачных электродов жидкокристаллических экранов, органических светодиодов (по-английски OLED — Organic Light Emitting Diode) и сенсорных экранов (Touchscreen). Находит также применение в тонкослойных фотопреобразователях и для создания прозрачных электродов в полупроводниковых фотоприёмниках. Инфракрасные лучи ITO отражает подобно металлическому зеркалу, что даёт возможность использовать его в теплозащите. Может использоваться для создания проводящих покрытий на других материалах, что защищает от электростатических зарядов.

## Методы нанесения
Оксид индия-олова наносят различными методами, в зависимости от нужной прозрачности и материала подложки. При нанесении на стекло используется метод напыления в высоком вакууме, но при этом подложка, на которую наносят прозрачные электроды, может нагреваться до 400 °С. Это неприемлемо для большинства термопластичных материалов. Также, сообщается о получении газовых сенсоров на основе ITO для детектирования газа CO с помощью плоттерной печати.
Одним из наиболее распространенных методов получения тонких пленок ITO является магнетронное распыление. Свойства получаемых пленок в значительной степени зависят от технологических параметров процесса распыления, таких как давление в камере, мощность разряда и температура подложки. Также для получения ITO могут применяться методы электронно-лучевого и термического испарения, обладающие своими преимуществами и недостатками. Золь-гелевая технология представляет собой альтернативный подход к получению пленок ITO, характеризующийся относительно низкой стоимостью, однако требующий последующей термообработки для улучшения электропроводящих свойств. Для получения пленок ITO с высокой степенью контроля толщины и состава могут быть использованы методы химического осаждения из газовой фазы (CVD) и атомно-слоевого осаждения (ALD), однако данные методы требуют применения более сложного и дорогостоящего оборудования. .

## Конкурирующие материалы
Главным недостатком оксида индия-олова является его дороговизна (в связи с высоким спросом, цена индия превышала 750 долларов за килограмм), поэтому предлагались другие материалы для прозрачных электродов:
- Оксид цинка, легированный индием (ZnO-In2O3)[6]
- Оксид алюминия-цинка (AZO)
- Оксид олова, легированный фтором (FTO)
- Оксид олова, легированный сурьмой
- Графен [7]
- Проводящие полимеры (в т.ч. PEDOT)
- Оксид индия, легированный фтором (IFO)
- Оксид индия, легированный цинком (IZO)
- Ванадат стронция [8]
- Ванадат кальция [8]